# Hohe Fürleg
Le Hohe Fürleg est une montagne culminant à 2 570 m d'altitude dans le massif des Karwendel. Avec la Walderkampspitze (2 565 m) située environ 250 m plus à l'est, le Hohe Fürleg forme un double sommet.

## Géographie
Le Hohe Fürleg se situe dans le chaînon Gleirsch-Halltal. Il descend vers le sud jusqu'à l'Inntal et vers le nord jusqu'au Vomper Loch, par le biais de pentes abruptes et rocheuses. Il est relié par une crête, dont le point le plus bas est le Fallbach-Scharte, au Grosser Bettelwurf à 1 200 m mètres plus au nord-ouest. Sur la crête entre le Hohe Fürleg et le Fallbach-Scharte s'élève le Walderkampturm. À l'est, le Hohe Fürleg a une crête qui passe par le Walderkampspitze jusqu'au Hundskopf.

## Ascension
L'ascension du Hohen Fürleg a une cotation UIAA niveau 2. La montée par le flanc sud-ouest du Fallbachkar est 3, la crête occidentale du Fallbach Scharte est 4.